# 유첩득
유첩득(劉妾得, ? ~ ?) 또는 유망득(劉妄得)은 전한의 제후로, 성양강왕의 증손이다.

## 행적
아버지 유추의 뒤를 이어 조후(棗侯)에 봉해졌고, 후사가 없어 사망 후 봉국이 폐지되었다.

## 출전
- 반고, 《한서》 권15하 왕자후표 下